# Аквариум на двата океана
Аквариум на двата океана (на английски: Two Oceans Aquarium) е аквариум в град Кейптаун, Република Южна Африка, разположен на Крайбрежието Виктория и Алфред. Характерното за него, отразено и в наименованието му, е че представя фауната и флората на уникалната екосистема, която се образува при срещата между Атлантическия и Индийския океани във водите, прилежащи към южното крайбрежие на Африканския континент. С колекцията си от 3000 организми, между които и акули, гигантски костенурки и пингвини, Аквариумът на двата океана е една от най-големите забележителности на Кейптаун.

## История и колекции
Аквариумът отваря врати на 13 ноември 1995 година. Освен рекреативни функции, аквариумът е един от водещите образователни центрове в областта на околната среда в Южна Африка и изпълнява програми за подкрепа опазването на видове. 
Представените в него постоянни колекции са:
- Изложба „Контрастиращи океани: Атлантически океан“
- Изложба „Контрастиращи океани: Индийски океан“
- Изложба „Хищници“ (в аквариум с вместимост 2 милиона литра вода)
- Изложба „Речен меандър“ (включваща африкански пингвини)
- Изложба „Келпова гора“

Към аквариума функционират детски център, център за анти-китоловни кампании, както и магазин за сувенири. Ежедневно посетителите имат възможност да наблюдават хранене на хищниците и пингвините.

## Особености на фауните на двата океана
Различни учени определят „границата“ между двата океана на различни места, изхождайки от географски съображения, от океанските течения и от разликите, които се наблюдават в растителния и животинския свят във водите прилежащи към южните части на Африканския континент. Въпреки че най-южната точка на Африка е Иглен нос, е установено, че океанското течение Агуляс (Agulhas, испанското име за Иглен нос) регулярно търпи изменения, поради което границата между двата океана е сравнително широка, около 150-километрова, зона между Иглен нос и нос Кейп Пойнт, който е най-югозападната точка на континента.
От Кейп Пойнт на запад е Атлантическият океан и най-голямо влияние върху екосистемата оказва преминаващото през тази част на океана от юг на север студено Бенгелско течение. При тези условия, разнообразието на биологични видове е малко, но биологичната продукция при възпроизводството им е висока. Наличието на изобилен фитоплактон и водорасли стимулира хранителните вериги и това е причина западното крайбрежие на Южна Африка да е едно от най-благоприятните места за рибарска промишленост в света, както и благоприятства голямата колония от морски птици, включително и африкански пингвини. В растително отношение най-характерен е келпът – един от най-бързорастящите видове водорасли в света, който образува т.нар. келпови гори, осигуряващи храна и местообитание за голям брой безгръбначни, миди, ракообразни, морски таралежи, морски звезди, анемони.
Източното и южното крайбрежие на Африка са повлияни от едно от най-мощните океански течения в света – течението Агуляс, което слиза от север на юг покрай бреговете на континента, носейки топли води от тропическите региони, които обаче са и по-слаби на нутриенти (Индийският океан е и по-слабо солен от Атлантическия). Тези условия обуславят жестоката конкуренция за хранителни вещества и територия около рифовете, както и наличието на много по-голям процент хищници в екосистемата, отколкото на западния бряг на Африка. Морската фауна се характеризира с по-високо видово разнообразие, но числеността на видовете е по-малка.
Някои от най-ясно доловимите разлики между фауната на запад и на изток от „границата“ между двата океана са свързани с цветовете и окраските на видовете. За атлантическите видове са характерни цветове от сребристо до жълто-кафяво и у някои видове е развита цветова мимикрия. Обратно, при фауната на Индийския океан се наблюдава голямо разнообразие от ярки цветове и цветови комбинации. Различията се проявяват и в това, че в топлите води на изток виреят по-голям брой отровни видове, но се наблюдават и повече симбиотични взаимоотношения между видовете.